# Closing In on the Fire
Closing in on the Fire è il sessantaquattresimo album di Waylon Jennings, pubblicato nel giugno del 1998 dall'etichetta Ark 21 Records e prodotto da Gregg Brown.
Questo disco fu l'ultimo realizzato dal musicista texano prima della sua scomparsa, avvenuta nel 2002.

## Tracce
1. Closing In on the Fire – 4:41 (Tony Joe White)
2. I Know About Me Don't Know About You (feat. Travis Tritt) – 3:02 (Kostas Willis, Kelly Willis)
3. Best Friends of Mine – 3:57 (Waylon Jennings)
4. Just Watch Your Mama and Me (feat. Jessi Colter) – 4:45 (Waylon Jennings)
5. She's Too God for Me (feat. Sheryl Crow e Mark Knopfler) – 2:30 (Sting)
6. Back Home (Where I Come From) – 4:37 (Waylon Jennings)
7. Be Mine – 4:41 (Kimmie Rhodes)
8. Easy Money – 4:51 (Waylon Jennings)
9. The Blues Don't Care – 6:08 (Waylon Jennings, Gary Nicholson)
10. Untitled Waltz (feat. Carl Smith) – 3:52 (Kevin Welch)
11. No Expectations – 10:05 (Mick Jagger, Keith Richards)

## Musicisti
- Waylon Jennings - voce (in tutti i brani)
- Waylon Jennings - accompagnamento vocale (brani 2, 6, 7, 10 & 11)
- Travis Tritt - voce, accompagnamento vocale (solo nel brano 2)
- Sheryl Crow - voce (solo nel brano : 5)
- Carl Smith - voce (solo nel brano : 10)
- Michael Henderson - chitarra elettrica (brani 1, 5, 6, 10 & 11)
- Michael Henderson - chitarra elettrica, armonica (brani 3 & 9)
- Larry Byrom - chitarra acustica (brani : 1, 2, 3, 5, 9, 10 & 11)
- Richard Bennett - chitarra elettrica (brani : 1, 2 & 9)
- Richard Bennett - chitarra elettrica, chitarra acustica (brani 3, 4, 5, 7, 8 & 11)
- Richard Bennett - mandolino, mandocello (brano 6)
- Richard Bennett - mandolino (brano 8)
- Richard Bennett - chitarra acustica (brano 10)
- Randy Scruggs - chitarra acustica (brani 4 & 7)
- Robby Turner - dobro (brano 8)
- Billy Livsey - pianoforte wurlitzer (brani 1, 5 & 9)
- Billy Livsey - organo hammond B-3, clavinet (brano 2)
- Billy Livsey - organo hammond B-3 (brani 3, 4, 6, 7)
- Billy Livsey - harmonium, accordion (brano 8)
- Billy Livsey - organo hammond B-3, organo vox (brano 10)
- Billy Livsey - clavinet, chitarra elettrica G3 (brano 11)
- Fats Kaplin - accordion (brano 10)
- Dennis Burnside - pianoforte (brano 5)
- Dennis Burnside - arrangiamenti strumenti a corda ("Nashville String Machine"), conduttore musicale (brano 5)
- Carl Gorodetzky ("Nashville String Machine") - violino (brano 5)
- Jim Grosjean ("Nashville String Machine") - viola (brano 5)
- Kristin Wilkinson ("Nashville String Machine") - viola (brano 5)
- John Catchings ("Nashville String Machine") - violoncello (brano 5)
- Marty Stuart - chitarra elettrica (brano 11)
- Marty Stuart - mandolino (brano 4)
- Pat Buchanan - chitarra elettrica (brani 1 & 2)
- Mark Knopfler - chitarra elettrica (brano 5)
- Mark Knopfler - chitarra elettrica solista (brano 7)
- Jack Holder - chitarra elettrica (brano 2)
- Steve Hinson - steel guitar (brano 2)
- Robbie Turner - steel guitar (brani 3, 4 & 11)
- George Tidwell - tromba (brano 6)
- Dennis Good - trombone (brano 6)
- Hargus 'Pig' Robbins - pianoforte (brani 2, 3, 7, 9, 10 & 11)
- Matt Rollings - pianoforte (brani 4 & 8)
- Matt Rollings - organo hammond B-3 (brano 5)
- Reece Wynans - organo hammond B-3 (brano 9)
- Barny Robertson - pianoforte (brano 6)
- Michael Rhodes - basso (brani 1, 2, 3, 6, 9, 10 & 11)
- Glenn Worf - basso (brani 4 & 7)
- Glenn Worf - contrabbasso (brano 5)
- Sting - basso elettrico (solo nel brano 5)
- Mike Brignardello - basso (brano 8)
- Greg Morrow - batteria (brani 1, 2, 4, 5, 6, 8 & 9)
- Steve Turner - batteria (brani 3, 7 & 11)
- Steve Turner - batteria, percussioni (brano 10)
- Sam Bacco - percussioni (brani 1, 4, 7 & 8)
- Harry Stinson - percussioni (brano 3)
- Jessi Colter - accompagnamento vocale (solo nel brano 4)
- Carter Robinson - accompagnamento vocale (brani 1, 6 & 7)